# Warrumbungle Shire Council
Warrumbungle Shire Council is een Local Government Area (LGA) in de Australische deelstaat New South Wales. Warrumbungle Shire Council telt 8.599 inwoners. De hoofdplaats is Coonabarabran.